# 麻見和也
麻見 和也（あさみ かずや、本名：鈴木 英樹、1962年1月25日 - ）は、日本の歌手、俳優。静岡県静岡市出身。静岡市立高等学校卒業。
ポリドール・レコード（現ユニバーサルミュージック）より、創立30周年記念新人としてデビュー。

## 来歴
- 中学生時代はフォークソングに傾倒していたが、高校生時代にロックバンドを結成、ライブハウスなどを中心に活動[2]。上京後、タレントとしてスカウトされる[2]。
- 1983年、ポリドール・レコードより創立30周年記念新人として、2月25日にシングル「プライベートはお前さ」で、メジャーデビュー。東京音楽祭国内大会ノミネート。歌手活動と共に、ドラマ、映画にも出演。
- 1988年、ダニー飯田とパラダイス・キングにボーカルとして参加。全国各地で、ライブハウス、ホテルのディナーショーに出演する。また、テレビのオールディーズ番組にパラダイス・キングが出演した際にも坂本九がボーカルを取った曲は麻見が歌うこともあった。
- 2000年、ソロ活動再開。THE 虎舞竜のメンバーであり、アレンジャーの本間敏之とバンド活動を始める。
- 2001年6月、銀座7丁目にあるピアノバー「The Bar Barbra」のオーナーとなる。
- 2003年7月、オリジナルCD「CROSS ROAD」をユニバーサルミュージックより発売。
- 2007年1月、株式会社 バーブラ設立 代表取締役となる。
- 2011年3月・4月、フジテレビ 「HEY!HEY!HEY! MUSIC CHAMP」にゲスト出演。
- 2021年3月、オリジナルCD「SO IN LOVE」を、Babra musicより発売。

## 出演

### テレビ
- アップルシティ500（1983年、TBS） - レギュラー
- そーっと歌ってみよう（1983年、テレビ朝日）→わがまま気ままベストワン（1983年 - 1984年、テレビ朝日）
- クルクルくりん（1984年、フジテレビ）
- レッツゴーヤング（1984年 - 1985年、NHK） - サンデーズとしてレギュラー出演
- HEY!HEY!HEY! MUSIC CHAMP（フジテレビ）
  - #686 春爛漫!!豪華名曲SP（2011年3月28日）
  - #688 K-POP & アイドル特集！（2011年4月25日）
- 霊感ヤマカン第六感（テレビ朝日(朝日放送））

### ドラマ
- 青い瞳の聖ライフ（1984年10月17日 - 1985年4月3日、フジテレビ） - 洋 役
- 乳姉妹（1985年、TBS）

### 映画
- 生徒諸君!（1984年、日本ヘラルド)  - 沖田成利 役

## ディスコグラフィ

### シングル
- 全てのシングルはポリドールからリリースされた

| # | 発売日          | A/B面 | タイトル             | 作詞       | 作曲           | 編曲       | 規格品番 |
| - | --------------- | ----- | -------------------- | ---------- | -------------- | ---------- | -------- |
| 1 | 1983年 2月25日  | A面   | プライベートはお前さ | 伊藤薫     | 伊藤薫         | 後藤次利   | 7DX-1222 |
| 1 | 1983年 2月25日  | B面   | 奪い取れ愛           | 伊藤薫     | 伊藤薫         | 後藤次利   | 7DX-1222 |
| 2 | 1983年 6月1日   | A面   | ジレジレジェラシー   | 伊藤アキラ | 馬飼野康二     | 馬飼野康二 | 7DX-1237 |
| 2 | 1983年 6月1日   | B面   | あの夏に逢いたい     | 伊藤薫     | 伊藤薫         | 幾見雅博   | 7DX-1237 |
| 3 | 1983年 10月25日 | A面   | 涙のFriday Night     | 秋元康     | 鈴木キサブロー | 武部聡志   | 7DX-1266 |
| 3 | 1983年 10月25日 | B面   | 夜明けのローラ       | 秋元康     | 鈴木キサブロー | 武部聡志   | 7DX-1266 |
| 4 | 1984年 2月25日  | A面   | Kid Blue             | 三浦徳子   | 新田一郎       | 武部聡志   | 7DX-1313 |
| 4 | 1984年 2月25日  | B面   | 黄昏にFLY AWAY       | 三浦徳子   | 新田一郎       | 武部聡志   | 7DX-1313 |

### アルバム

#### オリジナル・アルバム
- 2.CROSS ROAD（2003年7月／ユニバーサルミュージック）
- 3.SO IN LOVE（2021年3月／Babra music）

#### ダニー飯田とパラダイスキング名義
- Singing For You（1995年）
- PARADISE CLUB（1996年）

#### オムニバス参加
- ロカビリーグラフィティ（1989年／キングレコード）
- やすらぎの時代へ（1997年／ポニーキャニオン）
- 思い出のヒットパレード 60's Hits（1998年／テイチク）
- 坂本九／トリビュートアルバム（1998年／東芝EMI）